# Organização Revolucionária Interna da Macedônia

Símbolo da Organização Revolucionária Interna da Macedônia

A Organização Revolucionária Interna da Macedônia (Вътрешна македонска революционна организация, em macedônio: Внатрешна Македонска Револуционерна Организација, abreviado como ORIM no português) foi uma organização política e revolucionária búlgara que operava na região da Macedônia, Trácia, e assim como na Bulgária, Sérvia e, mais tarde, no Reino da Iugoslávia. Na primeira metade do século XX foi descrito como um grupo terrorista. Criada em 1893, a ORIM visava a unidade nacional lutando contra os turcos, em seguida, após as Guerras Balcânicas de 1912-1913, contra a Grécia Bulgária e Sérvia que haviam dividido a região entre si.

## Origens
Esta organização foi fundada em 1893, em Salónica, como Comitê Búlgaro Revolutionário da Macedónia e Adrianópolis, por um pequeno número de revolucionários búlgaros contra o domínio do Império Otomano sobre a região da Macedônia. Os membros fundadores desta organização foram Hristo Tatarchev, Dame Gruev, Petar Poparsov, Andon Dimitrov, Hristo Batandzhiev e Ivan Hadzhinikolov. O principal objetivo desta organização era conseguir a independência de Adrianópolis e da região da Macedônia, e o reconhecimento dos habitantes deste último como "macedônios", sem importar sua religião ou etnia. Em 1895, Gotse Delchev se juntou à organização e logo se tornou um de seus principais líderes.

## Ações

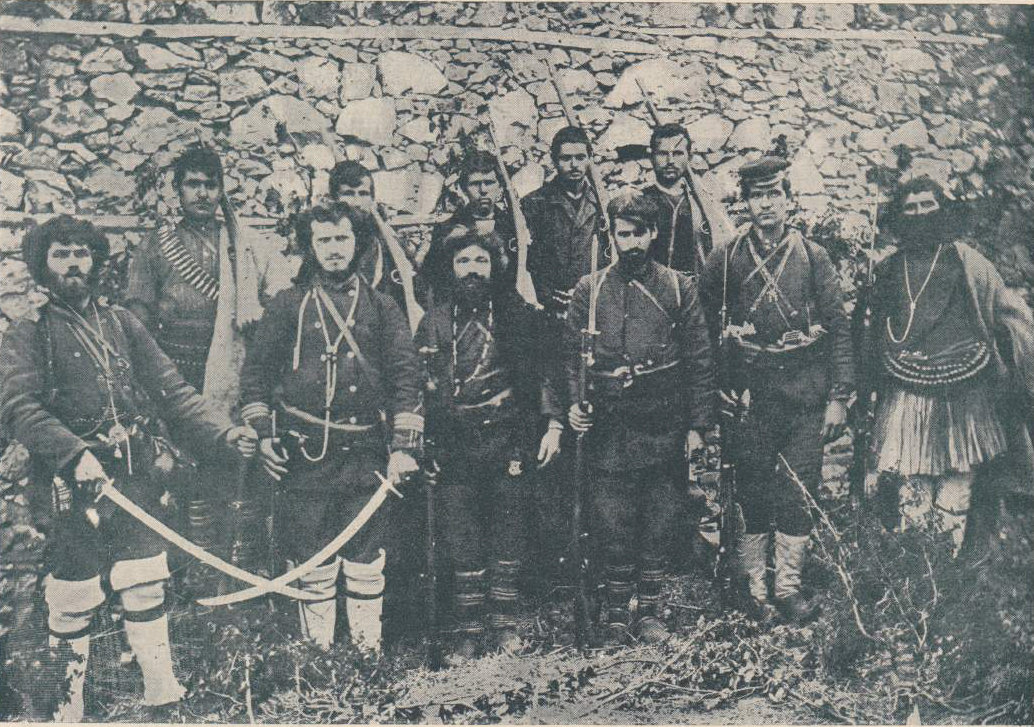
Revolucionários da ORIM em Florina.

A ORIM, em 1902, mudou seu nome para Organização Revolucionária Interna da Macedônia e Adrianópolis. Após a morte de Gotse Delchev em maio 1903, a organização, em 2 de agosto daquele ano, liderou a Revolta de Ilinden contra o domínio otomano na região da Macedônia e Adrianópolis (atualmente Edirne). O sucesso inicial da revolta levou à criação da República de Krusevo, que foi completamente independente do Império Otomano, em uma localidade de mesmo nome (agora no centro da República da Macedônia) até que o exército otomano derrotou os separatistas em 12 de agosto do mesmo ano.
O fracasso da insurreição resultou em duas posições dentro da organização. A primeira posição era de tendência federalista e apoiou a criação de uma Federação dos Balcãs, ao contrário da segunda posição de apoio ao nacionalismo búlgaro e a anexação do território da Macedônia à Bulgária.
O Tratado de paz de Neuilly-sur-Seine proibiu a Bulgária de exercer reivindicações na Macedônia e Trácia. Então, a "Organização Revolucionária Interna da Macedônia e Adrianópolis" foi dividida em duas organizações distintas: a "Organização Revolucionária Interna da Trácia" e "Organização Interna Revlucionaria da Macedónia". A primeira organização era ativa, mas apenas nas regiões gregas da Macedônia e da Trácia entre 1922 e 1934.
No período entre-guerras, a ORIM enviou um pequeno grupo armado chamados чети (transliterado: cheti) à Macedônia grega, Trácia e a Iugoslávia com o objetivo de assassinar oficiais e políticos. Os assassinatos mais relevantes cometidos pela ORIM foi o do Rei Alexandre da Iugoslávia, em cooperação com o grupo nacionalista croata Ustaše e o do primeiro-ministro búlgaro Aleksandar Stamboliysky. Os haiduks, guerreiros da ORIM, eram unidos por uma lei do silêncio sem falha; organizavam sublevações locais e atentados com eficácia, enquanto os comitadjis se encarregavam de fazer reinar uma justiça paralela sem piedade para com os traidores e de recolher fundos. Os Ustashes se beneficiariam do apoio da ORIM, bem como do devotamento de seus membros. O próprio fundador dos Ustashes Ante Pavelic defendeu a causa macedônia diversas vezes. Após a Segunda Guerra Mundial, não houve intenção do ORIM em retomar suas atividade na Bulgária e na Iugoslávia.

## Ver Também
- Macedônia Unida
- Assassinatos de Marselha em 1934